# Ozarba metallica
Ozarba metallica är en fjärilsart som beskrevs av George Francis Hampson 1896. Ozarba metallica ingår i släktet Ozarba och familjen nattflyn. Inga underarter finns listade i Catalogue of Life.